# Liste der Orte im Main-Tauber-Kreis
Die Liste der Orte im Main-Tauber-Kreis listet die fast 400 geographisch getrennten Orte (Ortsteile, Stadtteile, Dörfer, Weiler, Wohnplätze, Höfe, (Einzel-)Häuser) im Main-Tauber-Kreis auf.
Seit dem Abschluss der baden-württembergischen Kreisreform von 1973 umfasst der Main-Tauber-Kreis 18 Gemeinden, darunter 11 Städte (Bad Mergentheim, Boxberg, Creglingen, Freudenberg, Grünsfeld, Külsheim, Lauda-Königshofen, Niederstetten, Tauberbischofsheim, Weikersheim und Wertheim) und 7 sonstige Gemeinden (Ahorn, Assamstadt, Großrinderfeld, Igersheim, Königheim, Werbach und Wittighausen). Diese werden in der Liste der Gemeinden im Main-Tauber-Kreis beschrieben. Die Liste der Wüstungen im Main-Tauber-Kreis führt die aufgegebenen Siedlungen auf.
Tauberbischofsheim ist die Kreisstadt, daneben gibt es mit Bad Mergentheim und Wertheim zwei Große Kreisstädte. Zwischen einzelnen Kommunen gibt es vier vereinbarten Verwaltungsgemeinschaften mit Sitz in Bad Mergentheim, Boxberg, Grünsfeld und Tauberbischofsheim.
Gemessen an der Einwohnerzahl ist Bad Mergentheim die größte Kommune und Wittighausen die kleinste. Gemessen an der Gemarkungsfläche ist Wertheim die größte Kommune und Assamstadt die kleinste. Die Kommune mit der größten Einwohnerdichte ist Tauberbischofsheim mit 194 Einwohnern je km², die mit der geringsten ist Creglingen mit 40 Einwohnern je km².
Grundlage für diese Liste sind die in der Literaturquelle von Kohlhammer (1980) Das Land Baden-Württemberg – Amtliche Beschreibung nach Kreisen und Gemeinden – Band IV: Regierungsbezirk Stuttgart, Regionalverbände Franken und Ostwürttemberg genannten Orte. Zusätzlich bestehende Orte, die in der grundlegenden Literaturquelle nicht genannt wurden, oder inzwischen aufgegangene Orte, die zum Zeitpunkt der Literaturquelle noch vom angrenzenden Hauptort getrennt lagen, werden üblicherweise nach der Quelle www.leo-bw.de mit zusätzlichen Einzelnachweisen erfasst.

## Systematische Liste
Alphabet der Städte und Gemeinden mit den zugehörigen Orten:

### Ahorn
Ahorn (ⓘ; 53,96 km²; 2.216 Einwohner; 41 EW je km²) mit den Gemeindeteilen Berolzheim, Buch am Ahorn, Eubigheim, Hohenstadt und Schillingstadt.
- Zu Berolzheim das Dorf Berolzheim (⊙).
- Zu Buch am Ahorn das Dorf Buch am Ahorn (⊙), der Weiler Schwarzenbrunn (⊙) und der Wohnplatz Waschgrube[3] (⊙).
- Zu Eubigheim das Dorf (Unter-)Eubigheim (⊙), der Weiler Obereubigheim (⊙) und die Wohnplätze Altes Bahnwärterhaus[4] (⊙) und Neidelsbach[5] (⊙).
- Zu Hohenstadt das Dorf Hohenstadt (⊙).
- Zu Schillingstadt das Dorf Schillingstadt (⊙).

Siehe auch: Wüstungen der Gemeinde Ahorn sowie Bilder der Gemeindeteile

### Assamstadt
Assamstadt (ⓘ; 17,20 km²; 2.217 Einwohner; 129 EW je km²) mit der Wohn- und Industriegemeinde Assamstadt.
- Zu Assamstadt das Dorf Assamstadt (⊙) und der Wohnplatz Wustsiedlung[6] (⊙).

Siehe auch: Wüstungen der Gemeinde Assamstadt sowie Bilder der Gemeindeteile

### Bad Mergentheim
Bad Mergentheim (ⓘ; 129,97 km²; 24,182 Einwohner; 186 EW je km²) mit den Stadtteilen Althausen, Apfelbach, Bad Mergentheim, Dainbach, Edelfingen, Hachtel, Herbsthausen, Löffelstelzen, Markelsheim, Neunkirchen, Rengershausen, Rot, Stuppach und Wachbach.
- Zu Althausen das Dorf Althausen (⊙) und das Gehöft Üttingshof (⊙).
- Zu Apfelbach das Dorf Apfelbach (⊙) und das Gehöft Staatsdomäne Apfelhof (⊙).
- Zu Bad Mergentheim die Stadt Bad Mergentheim (⊙) und die Wohnplätze Drillberg[7] (⊙) und Willinger Tal[8] (⊙).
- Zu Dainbach das Dorf Dainbach (⊙).
- Zu Edelfingen das Dorf Edelfingen (⊙).
- Zu Hachtel das Dorf Hachtel (⊙).
- Zu Herbsthausen das Dorf Herbsthausen (⊙).
- Zu Löffelstelzen das Dorf Löffelstelzen (⊙).
- Zu Markelsheim das Dorf Markelsheim (⊙) und der Wohnplatz Schneidmühle[9] (⊙).
- Zu Neunkirchen das Dorf Neunkirchen (⊙).
- Zu Rengershausen das Dorf Rengershausen (⊙).
- Zu Rot das Dorf Rot (⊙) und die Weiler Dörtel (⊙) und Schönbühl (⊙).
- Zu Stuppach das Dorf Stuppach (⊙) und die Weiler Lillstadt (⊙) und Lustbronn (⊙).
- Zu Wachbach das Dorf Wachbach (⊙) und der Wohnplatz Schafhof[10] (⊙).

Siehe auch: Wüstungen der Stadt Bad Mergentheim sowie Bilder der Stadtteile

### Boxberg
Boxberg (ⓘ; 101,81 km²; 6.663 Einwohner; 66 EW je km²) mit den Stadtteilen Angeltürn, Bobstadt, Boxberg, Epplingen, Kupprichhausen, Lengenrieden, Oberschüpf, Schwabhausen, Schweigern, Uiffingen, Unterschüpf, Windischbuch und Wölchingen.
- Zu Angeltürn das Dorf Angeltürn (⊙).
- Zu Bobstadt das Dorf Bobstadt (⊙) und die Wohnplätze Börzel[11] (⊙), Heßbach[12] (⊙) und Talmühle (⊙).
- Zu Boxberg die Stadt Boxberg (⊙) und der Wohnplatz Wanshowen[13] (⊙).
- Zu Epplingen das Dorf Epplingen (⊙) und der Wohnplatz Aussiedlerhöfe Wanne[14] (⊙).
- Zu Kupprichhausen das Dorf Kupprichhausen (⊙) und der Wohnplatz Ahornhof[15] (⊙).
- Zu Lengenrieden das Dorf Lengenrieden (⊙).
- Zu Oberschüpf das Dorf Oberschüpf (⊙).
- Zu Schwabhausen das Dorf Schwabhausen (⊙) und die Wohnplätze Aussiedlerhöfe Brücklein[16] (⊙) und Aussiedlerhöfe Hofgrund[17] (⊙).
- Zu Schweigern das Dorf Schweigern (⊙) und die Wohnplätze Lärchenweg[18] (⊙), Mühlheide[19] (⊙), Nickelstein[20] (⊙), Planken[21] (⊙), Steinbusch[22] (⊙) und Ziegeleiapparatebau (⊙).
- Zu Uiffingen das Dorf Uiffingen (⊙), der Weiler Gräffingen (Hof) (⊙) und die Wohnplätze Aussiedlerhof Eubigheimerweg[23] (⊙), Aussiedlerhof Götzenbrunnen[24] (⊙), Hagenmühle (⊙), Mittelmühle (⊙) und Obermühle[25] (⊙).
- Zu Unterschüpf das Dorf Unterschüpf (⊙) und der Wohnplatz Talhof[26] (⊙).
- Zu Windischbuch das Dorf Windischbuch (⊙), das Gehöft Seehof (⊙) und die Wohnplätze Gewerbegebiet Am Seehof[27] (⊙) und Schollhöfer Straße[28] (⊙).
- Zu Wölchingen das Dorf Wölchingen (⊙) und der Wohnplatz Waldhaus[29] (⊙).

Siehe auch: Wüstungen der Stadt Boxberg sowie Bilder der Stadtteile

### Creglingen
Creglingen (ⓘ; 117,22 km²; 4.465 Einwohner; 38 EW je km²) mit den Stadtteilen Archshofen, Blumweiler, Craintal, Creglingen, Finsterlohr, Frauental, Freudenbach, Münster, Niederrimbach, Oberrimbach, Reinsbronn, Schmerbach und Waldmannshofen.
- Zu Archshofen das Dorf Archshofen (⊙) und das Gehöft Holdermühle (⊙; teilweise auch in Tauberzell in Bayern[30]).
- Zu Blumweiler die Weiler Blumweiler (⊙), Reutsachsen (⊙), Schwarzenbronn (⊙), Seldeneck (⊙), Weiler (⊙) und Wolfsbuch (⊙).
- Zu Craintal das Dorf Craintal (⊙).
- Zu Creglingen die Stadt Creglingen (⊙) und die Wohnplätze Äckerbrunnen[31] (⊙), Herrgottskirche (⊙) und Kohlesmühle (⊙).
- Zu Finsterlohr das Dorf Finsterlohr (⊙) und die Weiler Burgstall (⊙) und Schonach (⊙).
- Zu Frauental das Dorf Frauental (⊙), die Weiler Lohrhof (⊙) und Weidenhof (⊙) und die Höfe Fuchshof (auch Fuchsmühle[32]) (⊙) und Seewiesenhof (⊙).
- Zu Freudenbach das Dorf Freudenbach (⊙) und die Weiler Erdbach (⊙) und Schön (⊙).
- Zu Münster das Dorf Münster (⊙).
- Zu Niederrimbach das Dorf Niederrimbach (⊙) und der Weiler Standorf (⊙).
- Zu Oberrimbach das Dorf Oberrimbach (⊙), der Weiler Lichtel (⊙), das Gehöft Landturm (⊙) und der Wohnplatz Birkhöfe[33] (⊙).
- Zu Reinsbronn das Dorf Reinsbronn (⊙), die Weiler Niedersteinach (⊙) und Schirmbach (⊙), das Gehöft Brauneck (⊙) und der Wohnplatz Altmühle (⊙).
- Zu Schmerbach das Dorf Schmerbach (⊙).
- Zu Waldmannshofen das Dorf Waldmannshofen (⊙) und der Weiler Sechselbach (⊙).

Siehe auch: Wüstungen der Stadt Creglingen sowie Bilder der Stadtteile

### Freudenberg
Freudenberg (ⓘ; 34,78 km²; 3.654 Einwohner; 105 EW je km²) mit den Stadtteilen Boxtal, Ebenheid, Freudenberg, Rauenberg und Wessental.
- Zu Boxtal das Dorf Boxtal (⊙), das Gehöft Tremhof (⊙) und der Wohnplatz Sägmühlen (⊙).
- Zu Ebenheid das Dorf Ebenheid (⊙).
- Zu Freudenberg die Stadt Freudenberg (⊙) und der Wohnplatz Laukenhof[34] (⊙).
- Zu Rauenberg das Dorf Rauenberg (⊙), die in Rauenberg aufgegangene Ortschaft Schafhof (auch Winden)[35] (⊙) und der Wohnplatz Dürrhof mit Forst- und Waldhaus (⊙).
- Zu Wessental das Dorf Wessental (⊙) und die Wohnplätze Antonius (Antons)-mühle (⊙) und Blankenmühle (⊙).

Siehe auch: Wüstungen der Stadt Freudenberg sowie Bilder der Stadtteile

### Großrinderfeld
Großrinderfeld (ⓘ; 56,28 km²; 4.073 Einwohner; 72 EW je km²) mit den Gemeindeteilen Gerchsheim, Großrinderfeld, Ilmspan und Schönfeld.
- Zu Gerchsheim das Dorf Gerchsheim (⊙) und die Wohnplätze Altertheimer Weg[36] (⊙) und Gewerbegebiet Gerchsheim[37] (⊙).
- Zu Großrinderfeld das Dorf Großrinderfeld (⊙), der Weiler Hof Baiertal (⊙) und der Wohnplatz Siedlung[38] (⊙).
- Zu Ilmspan das Dorf Ilmspan (⊙).
- Zu Schönfeld das Dorf Schönfeld (⊙) und der Wohnplatz Beund[39] (⊙).

Siehe auch: Wüstungen der Gemeinde Großrinderfeld sowie Bilder der Gemeindeteile

### Grünsfeld
Grünsfeld (ⓘ; 44,72 km²; 3.657 Einwohner; 82 EW je km²) mit den Stadtteilen Grünsfeld, Grünsfeldhausen, Krensheim, Kützbrunn, Paimar und Zimmern.
- Zu Grünsfeld die Stadt Grünsfeld (⊙), der Weiler Hof Uhlberg (⊙) und die Wohnplätze Am Fessertal[40] (⊙), Industriepark ob der Tauber[41] (Waltersberg) (⊙), Riedmühle (⊙), Rötensteinstraße[42] (⊙) und Wendels (Englerts)-mühle (früher Neumühle) (⊙).
- Zu Grünsfeldhausen das Dorf Grünsfeldhausen (⊙).
- Zu Krensheim das Dorf Krensheim (⊙).
- Zu Kützbrunn das Dorf Kützbrunn (⊙).
- Zu Paimar das Dorf Paimar (⊙).
- Zu Zimmern das Dorf Zimmern (⊙).

Siehe auch: Wüstungen der Stadt Grünsfeld sowie Bilder der Stadtteile

### Igersheim
Igersheim (ⓘ; 42,84 km²; 5.466 Einwohner; 128 EW je km²) mit den Gemeindeteilen Bernsfelden, Harthausen, Igersheim, Neuses und Simmringen.
- Zu Bernsfelden das Dorf Bernsfelden (⊙) und die Weiler Bowiesen (Exklave; ⊙) und Hagenhof (⊙) sowie der Wohnplatz Ziegelhütte[43] (⊙).
- Zu Harthausen das Dorf Harthausen (⊙) und die Weiler Neubronn (⊙) und Reckerstal (⊙).
- Zu Igersheim das Dorf Igersheim (⊙), die Weiler Holzbronn (⊙) und Reisfeld (⊙), das Gehöft Staatsdomäne Neuhaus (⊙) und die Wohnplätze Erlenbach (⊙) und Taubermühle (⊙).
- Zu Neuses das Dorf Neuses (⊙).
- Zu Simmringen das Dorf Simmringen (⊙).

Siehe auch: Wüstungen der Gemeinde Igersheim sowie Bilder der Gemeindeteile

### Königheim
Königheim (ⓘ; 61,23 km²; 3.010 Einwohner; 49 EW je km²) mit den Gemeindeteilen Brehmen, Gissigheim, Königheim und Pülfringen.
- Zu Brehmen das Dorf Brehmen (⊙).
- Zu Gissigheim das Dorf Gissigheim (⊙), der Weiler Hof Esselbrunn (⊙), die Badholz-Siedlung[44] (⊙), die Ried-Siedlung[45] (⊙), die Schwarzfeld-Siedlung[46] (⊙) und die Wohnplätze Kettenmühle (⊙), Öl- und Sägmühle (⊙), Schneidmühle[47] (⊙) und Untere Mühle (⊙).
- Zu Königheim das Dorf Königheim (⊙) und der Weiler Weikerstetten (⊙).
- Zu Pülfringen das Dorf Pülfringen (⊙), die Haid-Siedlung[48] (⊙) und die Weiler Hof Birkenfeld (⊙) und Hoffeld (⊙).

Siehe auch: Wüstungen der Gemeinde Königheim sowie Bilder der Gemeindeteile

### Külsheim
Külsheim (ⓘ; 81,46 km²; 5.360 Einwohner; 66 EW je km²) mit den Stadtteilen Eiersheim, Hundheim, Külsheim, Steinbach, Steinfurt und Uissigheim.
- Zu Eiersheim das Dorf Eiersheim (⊙).
- Zu Hundheim das Dorf Hundheim (⊙), die Höfe Birkhof (⊙) und Tiefental(er Hof) (⊙) und der Wohnplatz Denkmalsiedlung[49] (⊙).
- Zu Külsheim die Stadt Külsheim (⊙) und die Wohnplätze Gewerbepark[50] (⊙) und Roter Rain[51] (⊙).
- Zu Steinbach das Dorf Steinbach (⊙) und die Höfe Hinterer Meßhof (⊙) und Vorderer Meßhof (⊙).
- Zu Steinfurt das Dorf Steinfurt (⊙) und der Wohnplatz Eichwaldsiedlung (⊙).[52]
- Zu Uissigheim das Dorf Uissigheim (⊙) und die Maisenbachsiedlung[53] (⊙).

Siehe auch: Wüstungen der Stadt Külsheim sowie Bilder der Stadtteile

### Lauda-Königshofen
Lauda-Königshofen (ⓘ; 94,47 km²; 14,313 Einwohner; 152 EW je km²) mit den Stadtteilen Beckstein, Deubach, Gerlachsheim, Heckfeld, Königshofen, Lauda, Marbach, Messelhausen, Oberbalbach, Oberlauda, Sachsenflur und Unterbalbach.
- Zu Beckstein das Dorf Beckstein (⊙).
- Zu Deubach das Dorf Deubach (⊙) mit dem Weiler Hof Sailtheim (⊙).
- Zu Gerlachsheim das Dorf Gerlachsheim (⊙) und der Wohnplatz Elf Morgen[54] (⊙).
- Zu Heckfeld das Dorf Heckfeld (⊙).
- Zu Königshofen die Stadt Königshofen (⊙) und die Wohnplätze Am Breitenstein[55] (⊙), Bachmühle[56] (⊙), Bahnhof Königshofen[57] (⊙), Becksteiner Weg[58] (⊙), Elektr.-Werk Neumühle (⊙), Ochsenmühle[59] (⊙), Roter Rain (⊙), Roter Weg[60] (⊙), Stadtmühle[61] (⊙), Umpferstraße[62] (⊙) und Walterstal[63] (⊙).
- Zu Lauda die Stadt Lauda (⊙) und die Wohnplätze Im Weißen Bild[64] (⊙) und Taubermühle[65] (⊙).
- Zu Marbach das Dorf Marbach (⊙).
- Zu Messelhausen das Dorf Messelhausen (⊙) und die Weiler Hofstetten (⊙) und Hof Marstadt (⊙).
- Zu Oberbalbach das Dorf Oberbalbach (⊙) und der Wohnplatz Georgsmühle[66] (⊙).
- Zu Oberlauda das Dorf Oberlauda (⊙).
- Zu Sachsenflur das Dorf Sachsenflur (⊙) und der Wohnplatz Breite Mühle (früher nur Mühle[67])[68] (⊙).
- Zu Unterbalbach das Dorf Unterbalbach (⊙) und die in Unterbalbach aufgegangenen Wohnplätze Mühle (⊙) und Bahnstation Unterbalbach (⊙).

Siehe auch: Wüstungen der Stadt Lauda-Königshofen sowie Bilder der Stadtteile

### Niederstetten
Niederstetten (ⓘ; 104,06 km²; 4.857 Einwohner; 47 EW je km²) mit den Stadtteilen Adolzhausen, Herrenzimmern, Niederstetten, Oberstetten, Pfitzingen, Rinderfeld, Rüsselhausen, Vorbachzimmern, Wermutshausen und Wildentierbach.
- Zu Adolzhausen das Dorf Adolzhausen (⊙).
- Zu Herrenzimmern das Dorf Herrenzimmern (⊙) und das Gehöft Untere Mühle (⊙).
- Zu Niederstetten die Stadt Niederstetten (⊙), der Wohnplatz Am Flugplatz[69] (⊙), die Weiler Eichhof (⊙), Ermershausen (⊙) und Sichertshausen (⊙), der Wohnplatz Haltenbergstetten (⊙), das Gehöft Rehhof (⊙) und die Wohnplätze Dreischwingen (⊙) und Neuweiler (⊙).
- Zu Oberstetten das Dorf Oberstetten (⊙), der Weiler Weilerhof (⊙), das Gehöft Höllhof (⊙; teilweise auch zu Wildentierbach[70]) und die Wohnplätze Fuggersmühle (⊙), Reutalmühle (⊙) und Stegmühle (⊙).
- Zu Pfitzingen das Dorf Pfitzingen (⊙).
- Zu Rinderfeld das Dorf Rinderfeld (⊙) und die Weiler Dunzendorf (⊙) und Streichental (⊙).
- Zu Rüsselhausen das Dorf Rüsselhausen (⊙).
- Zu Vorbachzimmern das Dorf Vorbachzimmern (⊙).
- Zu Wermutshausen das Dorf Wermutshausen (⊙) und der Weiler Ebertsbronn (⊙).
- Zu Wildentierbach das Dorf Wildentierbach (⊙), die Weiler Hachtel (⊙), Heimberg (⊙) und Wolkersfelden (⊙), der Hof Schönhof (⊙), der Wohnplatz Landturm (⊙) und das Gehöft Höllhof (teilweise auch zu Oberstetten[70]).

Siehe auch: Wüstungen der Stadt Niederstetten sowie Bilder der Stadtteile

### Tauberbischofsheim
Tauberbischofsheim (ⓘ; 69,31 km²; 13,463 Einwohner; 194 EW je km²) mit den Stadtteilen Dienstadt, Distelhausen, Dittigheim, Dittwar, Hochhausen, Impfingen und Tauberbischofsheim.
- Zu Dienstadt das Dorf Dienstadt (⊙).
- Zu Distelhausen das Dorf Distelhausen (⊙) und der Wohnplatz Bahnstation Distelhausen (⊙).
- Zu Dittigheim das Dorf Dittigheim (⊙) und der Weiler Hof Steinbach (⊙).
- Zu Dittwar das Dorf Dittwar (⊙) und die Wohnplätze Lerchenrain[71] (⊙) und Siedlung Heidenkessel (⊙).
- Zu Hochhausen das Dorf Hochhausen (⊙).
- Zu Impfingen das Dorf Impfingen (⊙) und der Wohnplatz Hohenstraße[72] (⊙).
- Zu Tauberbischofsheim die Stadt Tauberbischofsheim (⊙), die in Tauberbischofsheim aufgegangenen Wohnplätze Tauberbischofsheim über der Tauberbrücke (⊙) und An der Königheimer Straße (⊙), die Wohnplätze Bahnhof Dittwar (⊙), Ehemalige Kurmainz-Kaserne[73] (Laurentiusberg) (⊙) und Industriepark A 81[74] (⊙).

Siehe auch: Wüstungen der Stadt Tauberbischofsheim sowie Bilder der Stadtteile

### Weikersheim
Weikersheim (ⓘ; 80,94 km²; 7.847 Einwohner; 97 EW je km²) mit den Stadtteilen Elpersheim, Haagen, Honsbronn, Laudenbach, Nassau, Neubronn, Queckbronn, Schäftersheim und Weikersheim.
- Zu Elpersheim das Dorf Elpersheim (⊙) und der Gewerbepark Tauberhöhe[75] (auch Wohnplatz Kreuzstraße[76]) (⊙).
- Zu Haagen das Dorf Haagen (⊙).
- Zu Honsbronn das Dorf Honsbronn (⊙) und der Weiler Bronn (⊙).
- Zu Laudenbach das Dorf Laudenbach (⊙) und der Wohnplatz Bergkirche (⊙).
- Zu Nassau das Dorf Nassau (⊙), der Weiler Lichtenhöfe (⊙) und das Gehöft Louisgarde (⊙).
- Zu Neubronn das Dorf Neubronn (⊙) und der Weiler Oberndorf (⊙).
- Zu Queckbronn das Dorf Queckbronn (⊙).
- Zu Schäftersheim das Dorf Schäftersheim (⊙) und das aufgegangene Gehöft Scheinhardtsmühle[77] (⊙).
- Zu Weikersheim die Stadt Weikersheim (⊙), der Weiler Hof Aischland (⊙) und der Wohnplatz Karlsberg[78] (⊙).

Siehe auch: Wüstungen der Stadt Weikersheim sowie Bilder der Stadtteile

### Werbach
Werbach (ⓘ; 43,18 km²; 3.197 Einwohner; 74 EW je km²) mit den Gemeindeteilen Brunntal, Gamburg, Niklashausen, Wenkheim, Werbach und Werbachhausen.
- Zu Brunntal das Dorf Brunntal (⊙).
- Zu Gamburg das Dorf Gamburg (⊙), Gehöft und Wohnplatz Eul(Eil)schirben (⊙), die Wohnplätze Bimssteinfabrik (⊙), Dorfmühle (⊙), Bahnstation Gamburg (⊙), Gasthof Tauberperle (⊙), Lindhelle[79] (⊙), Möbelfabrik (⊙) und Schlossberg[80] (⊙).
- Zu Niklashausen das Dorf Niklashausen (⊙) und die Wohnplätze Altes Bahnwärterhaus[81] (⊙) und Haltestelle Niklashausen[82] (⊙).
- Zu Wenkheim das Dorf Wenkheim (⊙), die Höfe Neumühle (⊙), Öl- und Sägmühle (⊙) und Seemühle (⊙) und der Wohnplatz Siedlung Mehlen[83] (⊙).
- Zu Werbach das Dorf Werbach (⊙) und die Wohnplätze Blauer Rain[84] (⊙), Fischzuchtanstalt (⊙), Schneidmühle (⊙), Steinig[85] (⊙), Weidenmühle[86] (⊙) und Welzmühle (⊙).
- Zu Werbachhausen das Dorf Werbachhausen (⊙), die Emmentaler Mühle (⊙) und der aufgegangene Wohnplatz Mühlenbau-Werkstätte (⊙).

Siehe auch: Wüstungen der Gemeinde Werbach sowie Bilder der Gemeindeteile

### Wertheim
Wertheim (ⓘ; 138,63 km²; 23,076 Einwohner; 167 EW je km²) mit den Stadtteilen Bettingen, Dertingen, Dietenhan, Dörlesberg, Grünenwört, Höhefeld, Kembach, Lindelbach, Mondfeld, Nassig, Reicholzheim, Sachsenhausen, Sonderriet, Urphar, Waldenhausen und Wertheim.
- Zu Bettingen das Dorf Bettingen (⊙) und der Wohnplatz Industriegebiet Almosenberg[87] (⊙).
- Zu Dertingen das Dorf Dertingen (⊙) und der Wohnplatz Renztal[88] (⊙).
- Zu Dietenhan das Dorf Dietenhan (⊙).
- Zu Dörlesberg das Dorf Dörlesberg (⊙), das Gehöft Ernsthof (⊙) und die Wohnplätze Ernsthofsiedlung[89] (⊙) und Ebenmühle (⊙).
- Zu Grünenwört das Dorf Grünenwört (⊙).
- Zu Höhefeld das Dorf Höhefeld (⊙), der Wohnplatz Klosterhöhe (⊙) als Streusiedlung sowie die Höfe Mittelhof (⊙) und Wagenbuch (⊙).
- Zu Kembach das Dorf Kembach (⊙) und der Wohnplatz Sonnenberg[90] (⊙).
- Zu Lindelbach das Dorf Lindelbach (⊙).
- Zu Mondfeld das Dorf Mondfeld (⊙) und der Wohnplatz Rosenmühle (⊙).
- Zu Nassig die Dörfer Nassig (⊙) und Ödengesäß (⊙), der Wohnplatz Ödengesäßer Hof (⊙) und die Weiler Im Tal[91] (Im Loch[92]) (⊙) und Steingasse (⊙).
- Zu Reicholzheim das Dorf Reicholzheim (⊙), der Weiler Bronnbach (⊙), das Gehöft Schafhof (⊙) und die Wohnplätze Bahnstation Bronnbach (⊙), Bahnstation Reicholzheim (⊙), Campingplatz[93] (⊙), Eichgrundsiedlung[94] (⊙), Jungheidsiedlung[95] (⊙) und Teilbacher Mühle (⊙).
- Zu Sachsenhausen das Dorf Sachsenhausen (⊙) und der Wohnplatz Am Kirchenweg[96] (⊙).
- Zu Sonderriet das Dorf Sonderriet (⊙).
- Zu Urphar das Dorf Urphar (⊙) und der Wohnplatz Klosterweg[97] (⊙).
- Zu Waldenhausen das Dorf Waldenhausen (⊙).
- Zu Wertheim die Kernstadt Wertheim (⊙), die in der Kernstadt aufgegangenen Wohnplätze Brückenviertel (⊙), Mühlenviertel (⊙) und Tauberviertel (⊙) sowie die Stadtteile Bestenheid (⊙), Eichel/Hofgarten (⊙) mit Eichel (⊙) und Hofgarten[98] (⊙), Reinhardshof (⊙) mit dem Wohnplatz Bestenheider Höhe[99] (⊙), Vockenrot (⊙) mit dem Wohnplatz Neuhof[100] (⊙) und Wartberg[101] (⊙) sowie der Wohnplatz Haidhof[102] (⊙).

Siehe auch: Wüstungen der Stadt Wertheim sowie Bilder der Ortschaften und Stadtteile

### Wittighausen
Wittighausen (ⓘ; 32,36 km²; 1.743 Einwohner; 54 EW je km²) mit den Gemeindeteilen Oberwittighausen, Poppenhausen, Unterwittighausen und Vilchband.
- Zu Oberwittighausen das Dorf Oberwittighausen (⊙) und die Wohnplätze Haltestelle Gaubüttelbrunn (⊙), Grenzenmühle (⊙) und Ihmet[103] (⊙).
- Zu Poppenhausen das Dorf Poppenhausen (⊙), der Weiler Hof Lilach (⊙) und der Wohnplatz Siedlung[104] (⊙).
- Zu Unterwittighausen das Dorf Unterwittighausen (⊙) und die Wohnplätze Langenmühle (⊙), Neumühle (Kasparmühle) (⊙) und Bahnstation Wittighausen (⊙).
- Zu Vilchband das Dorf Vilchband (⊙).

Siehe auch: Wüstungen der Gemeinde Wittighausen sowie Bilder der Gemeindeteile

## Alphabetische Liste
In Fettschrift erscheinen die Orte, die namengebend für die Gemeinde sind, in Kursivschrift Einzelhäuser, Häusergruppen, Siedlungen, Burgen, Schlösser und Höfe. Zusätzliche bestehende kleine Orte nach der Quelle www.leo-bw.de werden dort in aller Regel nicht wie in der Listengrundlage nach Weiler/Siedlung/Wohnplatz usw. differenziert, sondern einheitlich als Wohnplatz klassifiziert, dieser Ortsteiltyp wird hier entsprechend kursiviert übernommen.
| - Adolzhausen zu Niederstetten - Äckerbrunnen zu Creglingen - Ahornhof zu Boxberg - Hof Aischland zu Weikersheim - Altertheimer Weg zu Großrinderfeld - Altes Bahnwärterhaus zu Ahorn - Altes Bahnwärterhaus zu Werbach - Althausen zu Bad Mergentheim - Altmühle zu Creglingen - Am Breitenstein zu Lauda-Königshofen - Am Fessertal zu Grünsfeld - Am Flugplatz zu Niederstetten - Am Kirchenweg zu Wertheim - An der Königheimer Straße zu Tauberbischofsheim - Angeltürn zu Boxberg - Antonius (Antons)-mühle zu Freudenberg - Apfelbach zu Bad Mergentheim - Archshofen zu Creglingen - Assamstadt - Assamstadt (Hauptort) zu Assamstadt - Aussiedlerhöfe Brücklein zu Boxberg - Aussiedlerhöfe Hofgrund zu Boxberg - Aussiedlerhöfe Wanne zu Boxberg - Aussiedlerhof Eubigheimerweg zu Boxberg - Aussiedlerhof Götzenbrunnen zu Boxberg - Bachmühle zu Lauda-Königshofen - Bad Mergentheim - Bad Mergentheim (Kernstadt) zu Bad Mergentheim - Badholz-Siedlung zu Königheim - Bahnhof Dittwar zu Tauberbischofsheim - Bahnhof Königshofen zu Lauda-Königshofen - Bahnstation Bronnbach zu Wertheim - Bahnstation Distelhausen zu Tauberbischofsheim - Bahnstation Gamburg zu Werbach - Bahnstation Reicholzheim zu Wertheim - Bahnstation Unterbalbach zu Lauda-Königshofen - Bahnstation Wittighausen zu Wittighausen - Baiertal (Hof) zu Großrinderfeld - Beckstein zu Lauda-Königshofen - Becksteiner Weg zu Lauda-Königshofen - Bergkirche zu Weikersheim - Bernsfelden zu Igersheim - Berolzheim zu Ahorn - Bestenheid zu Wertheim - Bestenheider Höhe zu Wertheim - Bettingen zu Wertheim - Beund zu Großrinderfeld - Bimssteinfabrik zu Werbach - Birkenfeld zu Königheim - Birkhof zu Külsheim - Birkhöfe zu Creglingen - Blankenmühle zu Freudenberg - Blauer Rain zu Werbach - Blumweiler zu Creglingen - Bobstadt zu Boxberg - Bowiesen zu Igersheim - Boxberg - Boxberg (Kernstadt) zu Boxberg - Boxtal zu Freudenberg - Börzel zu Boxberg - Brauneck zu Creglingen - Brehmen zu Königheim - Breite Mühle (früher nur Mühle) zu Lauda-Königshofen - Bronn zu Weikersheim - Bronnbach zu Wertheim - Brückenviertel zu Wertheim - Brunntal zu Werbach - Buch am Ahorn zu Ahorn - Burgstall zu Creglingen - Campingplatz zu Wertheim - Craintal zu Creglingen - Creglingen - Creglingen (Kernstadt) zu Creglingen - Dainbach zu Bad Mergentheim - Denkmalsiedlung zu Külsheim - Dertingen zu Wertheim - Dienstadt zu Tauberbischofsheim - Dietenhan zu Wertheim - Distelhausen zu Tauberbischofsheim - Dittigheim zu Tauberbischofsheim - Dittwar zu Tauberbischofsheim - Dorfmühle zu Werbach - Dörlesberg zu Wertheim - Dörtel zu Bad Mergentheim - Dreischwingen zu Niederstetten - Drillberg zu Bad Mergentheim - Dunzendorf zu Niederstetten - Dürrhof mit Forst- und Waldhaus zu Freudenberg - Ebenheid zu Freudenberg - Ebenmühle zu Wertheim - Ebertsbronn zu Niederstetten - Edelfingen zu Bad Mergentheim - Elf Morgen zu Lauda-Königshofen - Ehemalige Kurmainz-Kaserne zu Tauberbischofsheim - Eichel/Hofgarten zu Wertheim - Eichel zu Wertheim - Eichgrundsiedlung zu Wertheim - Eichhof zu Niederstetten - Eichwaldsiedlung zu Külsheim - Eiersheim zu Külsheim - Elektr.-Werk Neumühle zu Lauda-Königshofen - Elpersheim zu Weikersheim - Emmentaler Mühle zu Werbach - Epplingen zu Boxberg - Erdbach zu Creglingen - Erlenbach zu Igersheim - Ermershausen zu Niederstetten - Ernsthof zu Wertheim - Ernsthofsiedlung zu Wertheim - Esselbrunn (Hof) zu Königheim - (Unter-)Eubigheim zu Ahorn - Eul(Eil)schirben zu Werbach - Finsterlohr zu Creglingen - Fischzuchtanstalt zu Werbach - Frauental zu Creglingen - Freudenbach zu Creglingen - Freudenberg - Freudenberg (Kernstadt) zu Freudenberg - Fuchshof (auch Fuchsmühle) zu Creglingen - Fuggersmühle zu Niederstetten - Gamburg zu Werbach - Gasthof Tauberperle zu Werbach - Georgsmühle zu Lauda-Königshofen - Gerchsheim zu Großrinderfeld - Gerlachsheim zu Lauda-Königshofen - Gewerbegebiet Am Seehof zu Boxberg - Gewerbegebiet Gerchsheim zu Großrinderfeld - Gewerbepark (Külsheim) zu Külsheim - Gewerbepark Tauberhöhe (auch Kreuzstraße) zu Weikersheim - Gissigheim zu Königheim - Gräffingen (Hof) zu Boxberg - Grenzenmühle zu Wittighausen - Großrinderfeld - Großrinderfeld (Hauptort) zu Großrinderfeld - Grünenwört zu Wertheim - Grünsfeld - Grünsfeld (Kernstadt) zu Grünsfeld - Grünsfeldhausen zu Grünsfeld - Haagen zu Weikersheim - Hachtel zu Bad Mergentheim - Hachtel zu Niederstetten - Hagenhof zu Igersheim - Hagenmühle zu Boxberg - Haidhof zu Wertheim - Haid-Siedlung zu Königheim - Haltenbergstetten zu Niederstetten - Haltestelle Gaubüttelbrunn zu Wittighausen - Haltestelle Niklashausen zu Werbach - Harthausen zu Igersheim - Heckfeld zu Lauda-Königshofen - Heimberg zu Niederstetten - Herbsthausen zu Bad Mergentheim - Herrenzimmern zu Niederstetten - Herrgottskirche zu Creglingen - Heßbach zu Boxberg - Hinterer Meßhof zu Külsheim - Hochhausen zu Tauberbischofsheim - Hoffeld zu Königheim - Hofgarten zu Wertheim - Hofstetten (Lauda-Königshofen) zu Lauda-Königshofen - Höhefeld zu Wertheim - Hohenstadt zu Ahorn - Hohenstraße zu Tauberbischofsheim - Holdermühle zu Creglingen - Höllhof zu Niederstetten - Holzbronn zu Igersheim - Honsbronn zu Weikersheim - Hundheim zu Külsheim - Igersheim - Igersheim (Hauptort) zu Igersheim - Ihmet zu Wittighausen - Ilmspan zu Großrinderfeld - Im Loch (Im Tal) zu Wertheim - Im Tal (Im Loch) zu Wertheim - Im Weißen Bild zu Lauda-Königshofen - Impfingen zu Tauberbischofsheim - Industriegebiet Almosenberg zu Wertheim - Industriepark A 81 zu Tauberbischofsheim - Industriepark ob der Tauber zu Grünsfeld - Jungheidsiedlung zu Wertheim - Karlsberg zu Weikersheim - Kembach zu Wertheim - Kettenmühle zu Königheim - Klosterhöhe zu Wertheim - Klosterweg zu Wertheim - Kohlesmühle zu Creglingen - Königheim - Königheim (Hauptort) zu Königheim - Königshofen zu Lauda-Königshofen - Krensheim zu Grünsfeld - Kreuzstraße (auch Gewerbepark Tauberhöhe) zu Weikersheim - Külsheim - Külsheim (Kernstadt) zu Külsheim - Kupprichhausen zu Boxberg - Kützbrunn zu Grünsfeld - Landturm zu Creglingen - Landturm zu Niederstetten - Langenmühle zu Wittighausen - Lauda zu Lauda-Königshofen - Laudenbach zu Weikersheim - Laukenhof zu Freudenberg - Lärchenweg zu Boxberg - Lengenrieden zu Boxberg - Lerchenrain zu Tauberbischofsheim - Lichtel zu Creglingen - Lichtenhöfe zu Weikersheim - Lilach (Hof) zu Wittighausen - Lillstadt zu Bad Mergentheim - Lindelbach zu Wertheim - Lindhelle zu Werbach - Löffelstelzen zu Bad Mergentheim - Lohrhof zu Creglingen - Louisgarde zu Weikersheim - Lustbronn zu Bad Mergentheim | - Maisenbachsiedlung zu Külsheim - Marbach zu Lauda-Königshofen - Markelsheim zu Bad Mergentheim - Hof Marstadt zu Lauda-Königshofen - Messelhausen zu Lauda-Königshofen - Mittelhof zu Wertheim - Mittelmühle zu Boxberg - Möbelfabrik zu Werbach - Mondfeld zu Wertheim - Mühle (heute Breite Mühle) zu Lauda-Königshofen vormals Sachsenflur - Mühle zu Lauda-Königshofen vormals Unterbalbach - Mühlenbau-Werkstätte zu Werbach - Mühlenviertel zu Wertheim - Mühlheide zu Boxberg - Münster zu Creglingen - Nassau zu Weikersheim - Nassig zu Wertheim - Neidelsbach zu Ahorn - Neubronn zu Igersheim - Neubronn zu Weikersheim - Neuhof zu Wertheim - Neumühle (heute Wendels (Englerts)-mühle) zu Grünsfeld - Neumühle zu Werbach - Neumühle (Kasparmühle) zu Wittighausen - Neunkirchen zu Bad Mergentheim - Neuses zu Igersheim - Neuweiler zu Niederstetten - Nickelstein zu Boxberg - Niederrimbach zu Creglingen - Niedersteinach zu Creglingen - Niederstetten - Niederstetten (Kernstadt) zu Niederstetten - Niklashausen zu Werbach - Oberbalbach zu Lauda-Königshofen - Obereubigheim zu Ahorn - Oberlauda zu Lauda-Königshofen - Obermühle zu Boxberg - Oberndorf zu Weikersheim - Oberrimbach zu Creglingen - Oberschüpf zu Boxberg - Oberstetten zu Niederstetten - Oberwittighausen zu Wittighausen - Ochsenmühle zu Lauda-Königshofen - Ödengesäß zu Wertheim - Ödengesäßer Hof zu Wertheim - Öl- und Sägmühle zu Königheim - Öl- und Sägmühle zu Werbach - Paimar zu Grünsfeld - Pfitzingen zu Niederstetten - Planken zu Boxberg - Poppenhausen zu Wittighausen - Pülfringen zu Königheim - Queckbronn zu Weikersheim - Rauenberg zu Freudenberg - Reckerstal zu Igersheim - Rehhof zu Niederstetten - Reicholzheim zu Wertheim - Reinhardshof zu Wertheim - Reinsbronn zu Creglingen - Reisfeld zu Igersheim - Rengershausen zu Bad Mergentheim - Renztal zu Wertheim - Reutalmühle zu Niederstetten - Reutsachsen zu Creglingen - Riedmühle zu Grünsfeld - Ried-Siedlung zu Königheim - Rinderfeld zu Niederstetten - Rötensteinstraße zu Grünsfeld - Rosenmühle zu Wertheim - Rot zu Bad Mergentheim - Roter Rain zu Lauda-Königshofen - Roter Rain zu Külsheim - Roter Weg zu Lauda-Königshofen - Rüsselhausen zu Niederstetten - Sachsenflur zu Lauda-Königshofen - Sachsenhausen zu Wertheim - Sägmühlen zu Freudenberg - Sailtheim (Hof) zu Lauda-Königshofen - Schafhof zu Bad Mergentheim - Schafhof (auch Winden) zu Freudenberg - Schafhof zu Wertheim - Schäftersheim zu Weikersheim - Scheinhardtsmühle zu Weikersheim - Schillingstadt zu Ahorn - Schirmbach zu Creglingen - Schlossberg zu Werbach - Schmerbach zu Creglingen - Schneidmühle zu Bad Mergentheim - Schneidmühle zu Königheim - Schneidmühle zu Werbach - Schollhöfer Straße zu Boxberg - Schonach zu Creglingen - Schön zu Creglingen - Schönbühl zu Bad Mergentheim - Schönfeld zu Großrinderfeld - Schönhof zu Niederstetten - Steinbusch zu Boxberg - Schwabhausen zu Boxberg - Schwarzenbronn zu Creglingen - Schwarzenbrunn zu Ahorn - Schwarzfeld-Siedlung zu Königheim - Schweigern zu Boxberg - Sechselbach zu Creglingen - Seehof zu Boxberg - Seemühle zu Werbach - Seewiesenhof zu Creglingen - Seldeneck zu Creglingen - Sichertshausen zu Niederstetten - Siedlung zu Großrinderfeld - Siedlung zu Wittighausen - Siedlung Heidenkessel zu Tauberbischofsheim - Siedlung Mehlen zu Werbach - Simmringen zu Igersheim - Sonderriet zu Wertheim - Sonnenberg zu Wertheim - Staatsdomäne Apfelhof zu Bad Mergentheim - Staatsdomäne Neuhaus zu Igersheim - Stadtmühle zu Lauda-Königshofen - Standorf zu Creglingen - Stegmühle zu Niederstetten - Steinbach zu Külsheim - Steinbach (Hof) zu Tauberbischofsheim - Steinfurt zu Külsheim - Steingasse zu Wertheim - Steinig (Werbach) zu Werbach - Streichental zu Niederstetten - Stuppach zu Bad Mergentheim - Talhof zu Boxberg - Talmühle zu Boxberg - Tauberbischofsheim - Tauberbischofsheim über der Tauberbrücke zu Tauberbischofsheim - Tauberbischofsheim (Kernstadt) zu Tauberbischofsheim - Taubermühle zu Igersheim - Taubermühle zu Lauda-Königshofen - Tauberviertel zu Wertheim - Teilbacher Mühle zu Wertheim - Tiefental(erhof) zu Külsheim - Tremhof zu Freudenberg - Uhlberg (Hof) zu Grünsfeld - Uiffingen zu Boxberg - Uissigheim zu Külsheim - Umpferstraße zu Lauda-Königshofen - Unterbalbach zu Lauda-Königshofen - Untere Mühle zu Königheim - Untere Mühle zu Niederstetten - Unterschüpf zu Boxberg - Unterwittighausen zu Wittighausen - Urphar zu Wertheim - Üttingshof zu Bad Mergentheim - Vilchband zu Wittighausen - Vockenrot zu Wertheim - Vorbachzimmern zu Niederstetten - Vorderer Meßhof zu Külsheim - Wachbach zu Bad Mergentheim - Wagenbuch zu Wertheim - Waldenhausen zu Wertheim - Waldhaus zu Boxberg - Waldmannshofen zu Creglingen - Walterstal zu Lauda-Königshofen - Wanshowen zu Boxberg - Wartberg zu Wertheim - Waschgrube zu Ahorn - Wassersteinchen zu Wertheim - Weidenhof zu Creglingen - Weidenmühle zu Werbach - Weikersheim - Weikersheim (Kernstadt) zu Weikersheim - Weikerstetten zu Königheim - Weiler zu Creglingen - Weilerhof zu Niederstetten - Welzmühle zu Werbach - Wendels (Englerts)-mühle (früher auch Neumühle) zu Grünsfeld - Wenkheim zu Werbach - Werbach - Werbach (Hauptort) zu Werbach - Werbachhausen zu Werbach - Wermutshausen zu Niederstetten - Wertheim - Wertheim (Kernstadt) zu Wertheim - Wessental zu Freudenberg - Wildentierbach zu Niederstetten - Willinger Tal zu Bad Mergentheim - Winden (auch Schafhof) zu Freudenberg - Windischbuch zu Boxberg - Wölchingen zu Boxberg - Wolfsbuch zu Creglingen - Wolkersfelden zu Niederstetten - Wustsiedlung zu Assamstadt. - Ziegeleiapparatebau zu Boxberg - Ziegelhütte zu Igersheim - Zimmern zu Grünsfeld |

## Topographische Karten
Auf den folgenden Topographischen Karten TK 1:25.000 sind Orte oder Teile einer Ortsbebauung im heutigen Gebiet des Main-Tauber-Kreises verzeichnet:
|    | 22                                       | 23                                                            | 24                                                  | 25                                            | 26                                           |
| -- | ---------------------------------------- | ------------------------------------------------------------- | --------------------------------------------------- | --------------------------------------------- | -------------------------------------------- |
| 62 | 6222 Stadtprozelten (früher 6222 Nassig) | 6223 Wertheim                                                 | 6224 Helmstadt (früher 6224 Gerchsheim)             | –                                             | –                                            |
| 63 | 6322 Hardheim                            | 6323 Tauberbischofsheim-West (früher 6323 Tauberbischofsheim) | 6324 Tauberbischofsheim-Ost (früher 6324 Grünsfeld) | 6325 Giebelstadt (früher 6325 Wittighausen)   | –                                            |
| 64 | –                                        | 6423 Ahorn (früher 6423 Gissigheim)                           | 6424 Lauda-Königshofen (früher 6424 Königshofen)    | 6425 Röttingen                                | 6426 Aub                                     |
| 65 | –                                        | 6523 Boxberg                                                  | 6524 Bad Mergentheim (früher 6524 Assamstadt)       | 6525 Weikersheim                              | 6526 Creglingen                              |
| 66 | –                                        | –                                                             | 6624 Mulfingen (früher 6624 Dörzbach)               | 6625 Schrozberg-West (früher 6625 Schrozberg) | 6626 Schrozberg-Ost (früher 6626 Gammesfeld) |